# Championnat d'Asie de football des moins de 16 ans 1985
Navigation
Thaïlande 1986
Le Championnat d'Asie de football des moins de 16 ans 1985 est la première édition du Championnat d'Asie de football des moins de 16 ans qui a eu lieu à Doha, au Qatar en 1985. Ce tournoi sert également de qualification pour la prochaine Coupe du monde des moins de 16 ans, qui aura lieu en Chine du 31 juillet au 11 août 1985 : les 2 meilleures équipes (les 2 finalistes) seront qualifiés pour le tournoi mondial. La Chine est qualifiée d'office car elle organise la coupe du monde.

## Équipes participantes
- Qatar - Organisateur
- Arabie saoudite
- Irak
- Thaïlande
- Japon
- Koweït
- Yémen du Sud
- Chine

## Résultats
Les 8 équipes participantes sont réparties en 2 poules. Au sein de la poule, chaque équipe rencontre ses adversaires une fois. À l'issue des rencontres, les 2 premiers de chaque poule se qualifient pour la phase finale de la compétition, disputée en demi-finales et finale. 

### Groupe A
| Rang | Équipe          | Pts | J | G | N | P | Bp | Bc | Diff |
| ---- | --------------- | --- | - | - | - | - | -- | -- | ---- |
| 1    | Qatar           | 2   | 1 | 1 | 0 | 0 | 3  | 1  | +2   |
| 2    | Arabie saoudite | 2   | 2 | 1 | 0 | 1 | 4  | 3  | +1   |
| 3    | Japon           | 0   | 1 | 0 | 0 | 1 | 0  | 3  | -3   |
| 4    | Koweït          | 0   | 0 | 0 | 0 | 0 | 0  | 0  | 0    |

Le Koweït déclare forfait et le match Qatar - Japon n'est jamais joué.

### Groupe B
| Rang | Équipe       | Pts | J | G | N | P | Bp | Bc | Diff |
| ---- | ------------ | --- | - | - | - | - | -- | -- | ---- |
| 1    | Thaïlande    | 4   | 3 | 1 | 2 | 0 | 3  | 2  | +1   |
| 2    | Irak         | 4   | 3 | 2 | 0 | 1 | 2  | 1  | +1   |
| 3    | Yémen du Sud | 2   | 3 | 0 | 2 | 1 | 4  | 5  | -1   |
| 4    | Chine        | 2   | 3 | 0 | 2 | 1 | 2  | 3  | -1   |

### Demi-finales
| 1985 | Qatar | 1 - 0 | Irak |  |  |
|      |       |       |      |  |  |

| 1985 | Arabie saoudite | 1 - 0 | Thaïlande |  |  |
|      |                 |       |           |  |  |

### Match pour la troisième place
| 1985 | Irak | 1 - 0 | Thaïlande |  |  |
|      |      |       |           |  |  |

### Finale
| 1985 | Arabie saoudite   | 0 - 0 ap | Qatar |  |  |
|      |                   |          |       |  |  |
|      | Tirs au but 4 – 3 |          |       |  |  |

### Équipes qualifiées pour la Coupe du monde
Les deux sélections qualifiées pour la prochaine Coupe du monde sont :
- Arabie saoudite
- Qatar

## Sources et liens externes
- (en) Erik Garin, « Asian U-16 Championships », sur www.rsssf.com (consulté le 4 novembre 2011)